# Danny Huston

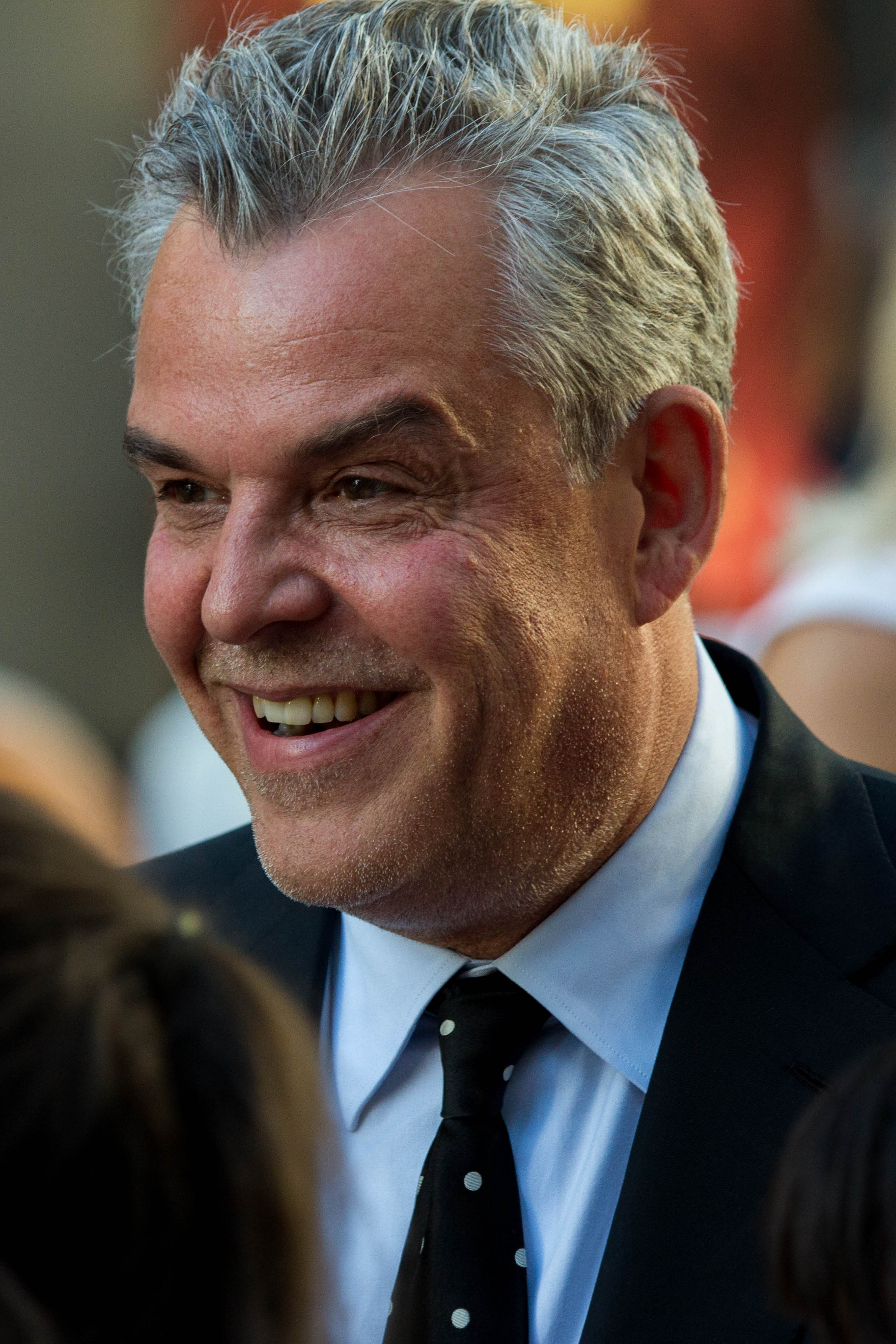
Danny Huston (2016)

Danny Huston (* 14. Mai 1962 in Rom) ist ein US-amerikanischer Schauspieler und Filmregisseur.

## Leben
Huston ist der Sohn des Regisseurs John Huston sowie der Halbbruder der Schauspielerin Anjelica Huston und des Drehbuchautors Tony Huston. Deren Großvater war der Schauspieler Walter Huston. Die Familie Huston konnte über drei Generationen jeweils Oscars gewinnen.
Seine ersten Erfahrungen im Filmgeschäft machte Danny Huston als Regisseur. Sein Regiedebüt gab er 1985 mit der Dokumentation Santa Claus: The Making of the Movie. Zwei Jahre später drehte er mit Auf der Suche nach Bigfoot seinen ersten Spielfilm. 1988 inszenierte er den Kinofilm Mr. North – Liebling der Götter, mit Anthony Edwards und Robert Mitchum in den Hauptrollen. Bis 1995 folgten drei weitere Filme, zuletzt die Fernsehproduktion Die Eisprinzessin.
Ebenfalls 1995 übernahm Huston eine sehr kleine Rolle als Barkeeper in dem Film Leaving Las Vegas. Er konzentrierte sich fortan auf die Schauspielerei und entwickelte sich zu einem etablierten Schauspieler in vielen bekannten Hollywood-Produktionen, wenngleich er in größeren Filmen bis heute vor allem in Nebenrollen zu sehen ist. Eine Hauptrolle hatte er in Silver City (2004) von Independentregisseur John Sayles. Er war kurz zuvor außerdem für die Hauptrolle in der Serie Polizeibericht Los Angeles vorgesehen, in der er die aus Radio- und Fernsehserien bekannte Figur des Joe Friday darstellen sollte. Nachdem er eine Folge abgedreht hatte, verließ er das Projekt jedoch.
Für seine schauspielerische Leistung in dem Thriller Der ewige Gärtner wurde Huston 2005 mit dem Satellite Award in der Kategorie „Bester Nebendarsteller“ ausgezeichnet.
Von 1989 bis 1992 war Huston mit der Schauspielerin Virginia Madsen verheiratet. 2001 heiratete er Katie Jane Evans, aus dieser Ehe stammt seine Tochter Stella; die Scheidung wurde 2006 eingereicht, seine Frau nahm sich jedoch das Leben, bevor die Scheidung ausgesprochen werden konnte. Kurzzeitig war Huston 2004 mit Katarina Witt liiert.

## Filmografie (Auswahl)
Als Schauspieler
- 1975: Ein Mann rechnet ab (The 'Human' Factor)
- 1995: Leaving Las Vegas
- 1997: Anna Karenina
- 2001: Hotel
- 2003: 21 Gramm (21 Grams)
- 2004: CSI: Vegas, St.4, Folge 13

- 2004: Silver City
- 2004: Birth
- 2004: Aviator

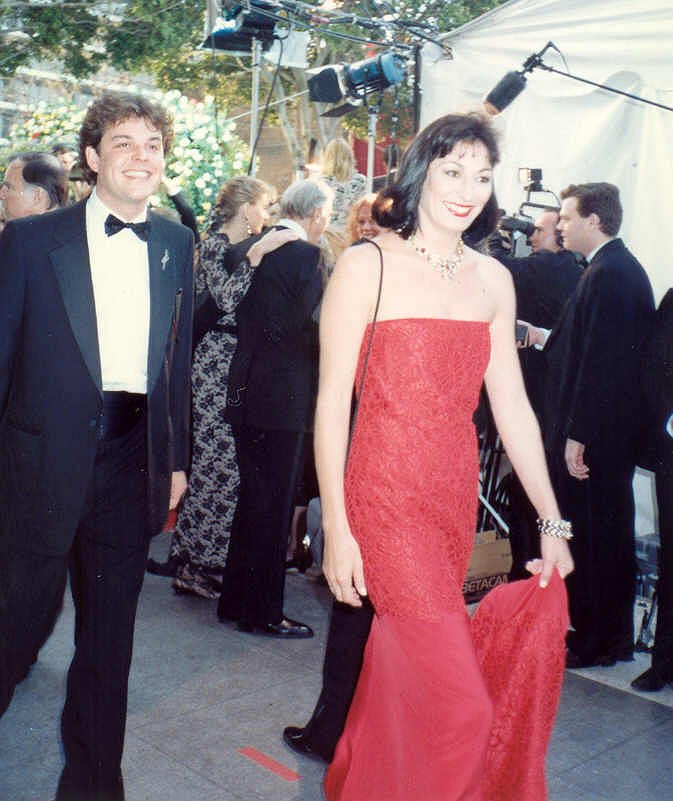
Danny Huston mit seiner Schwester Anjelica Huston bei der Oscarverleihung 1990.

- 2005: The Proposition – Tödliches Angebot (The Proposition)
- 2005: Der ewige Gärtner (The Constant Gardener)
- 2006: Der Hades-Faktor (Covert One: The Hades Factor)
- 2006: Marie Antoinette
- 2006: Children of Men
- 2006: Fade to Black
- 2007: Number 23 (The Number 23)
- 2007: Operation: Kingdom (The Kingdom)
- 2007: I Really Hate My Job
- 2007: 30 Days of Night
- 2008: John Adams – Freiheit für Amerika (John Adams, Miniserie)
- 2008: New York für Anfänger (How to Lose Friends & Alienate People)
- 2009: X-Men Origins: Wolverine
- 2010: Auftrag Rache (Edge of Darkness)
- 2010: Ein Leben für den Tod (You Don’t Know Jack, Fernsehfilm)
- 2010: Kampf der Titanen (Clash of the Titans)
- 2010: Robin Hood
- 2010: Die Lincoln Verschwörung (The Conspirator)
- 2010: The Warrior’s Way
- 2011: 1320
- 2011: Playoff
- 2012: Zorn der Titanen (Wrath of the Titans)
- 2012: Stolen
- 2012: Hitchcock
- 2012: Boxing Day
- 2012–2013: Magic City (Fernsehserie, 16 Episoden)
- 2013: Libertador
- 2013: The Congress
- 2013–2015: American Horror Story (Fernsehserie, 10 Episoden gesamt in Staffel 3 und 4)
- 2014: Masters of Sex (Fernsehserie, 3 Episoden)
- 2014: Big Eyes
- 2015: Pressure – Ohne Ausweg (Pressure)
- 2015: Frankenstein – Das Experiment (Frankenstein)
- 2016: All I See Is You
- 2016: Paranoid (Fernsehserie, 4 Episoden)
- 2017: Newness
- 2017: Wonder Woman
- 2018: Game Night
- 2018: The Professor (Richard Says Goodbye)
- 2018: Stan & Ollie
- 2018–2019: Yellowstone (Fernsehserie, 19 Episoden)
- 2019: Io
- 2019: Angel Has Fallen
- 2022: Across the River and Into the Trees
- 2022: Marlowe
- 2023: Life Upside Down
- 2023: Consecration
- 2023: The Dead Don’t Hurt
- 2024: Horizon – Eine amerikanische Saga – Kapitel 1 (Horizon: An American Saga – Chapter 1)
- 2024: The Crow
- 2025: Once Again... (Statues Never Die)
- 2025: Die nackte Kanone (The Naked Gun)

Als Regisseur
- 1987: Auf der Suche nach Bigfoot (Bigfoot)
- 1988: Mr. North – Liebling der Götter (Mr. North)
- 1991: Becoming Colette
- 1994: Der Psychopath (The Maddening)
- 1995: Die Eisprinzessin (The Ice Princess, Fernsehfilm)